# سیتویت (ماساچوست)
سیتویت، ماساچوست
سیتویت(به انگلیسی: Scituate) شهرکی در شهرستان پلیموت ایالت ماساچوست می‌باشد که در سال ۱۶۳۶ بنیان‌گذاری شده‌است. این شهرک در سرشماری سال ۲۰۱۰ میلادی، ۱۸٬۱۳۳ نفر جمعیت داشته‌است.